# فروده شي
فروده شي (بالنرويجية: Frode Scheie‏) مواليد 19 مارس 1967 في دروباك، هو لاعب كرة يد نرويجي معتزل لعب كحارس مرمى. مثل منتخب النرويج لكرة اليد في 105 مباريات.

## روابط خارجية
- فروده شي على موقع الاتحاد الأوروبي لكرة اليد (الإنجليزية)